# Egon VIII. (Fürstenberg-Heiligenberg)
Egon VIII. von Fürstenberg-Heiligenberg (* 21. März 1588 in Speyer; † 24. August 1635 in Konstanz) war Reichsgraf von Fürstenberg-Heiligenberg sowie bayerischer Generalfeldzeugmeister und ein bedeutender Heerführer im Dreißigjährigen Krieg.

## Leben
Egon stammte aus dem Adelsgeschlecht der Fürstenberg, sein Vater war Graf Friedrich von Fürstenberg-Heiligenberg (1563–1617), seine Mutter Elisabeth von Sulz (1563–1601) war eine Tochter des Grafen Alwig von Sulz.
Anfangs hatte er, als dritter Sohn des Paares Geborener, kirchliche Ämter inne. So war er Chorbischof von Magdeburg und Straßburg, Kämmerer und Domherr, Propst zu St. Gereon in Köln, und des Erzherzogs Leopold, des Bischofs zu Passau und Straßburg, Rat und Statthalter im Mundat von Rufach.
Durch ein kaiserliches Patent vom 9. September 1619 wurde er zu einem Feldherrn in Diensten der Katholischen Liga während des Dreißigjährigen Kriegs. Egon von Fürstenberg vollzog 1631 das Restitutionsedikt in Franken und Württemberg. Zusammen mit Johann von Aldringen führte er 1631 nach dem Frieden von Cherasco den Krieg gegen Württemberg: Er zwang den Herzog, sich dem Kaiser zu unterwerfen und sich von den Beschlüssen des Leipziger Konvents zu distanzieren. Am 14. September 1631 kommandierte er unter dem Befehl des kaiserlichen Feldherrn Tilly den rechten Flügel bei der Eroberung Leipzigs.

## Ehe und Nachkommen
Graf Egon heiratete 1619 Gräfin Anna Maria von Hohenzollern-Hechingen, eine Tochter von Johann Georg von Hohenzollern-Hechingen, und hatte mit ihr sieben Söhne und vier Töchter. Darunter:
- Ferdinand Friedrich Egon (* 6. Februar 1623 in Heiligenberg; † 28. August 1662 in Donaueschingen); kaiserlicher Reichshofrat und Oberstfeldwachtmeister[5]
- Leopold Ludwig Egon (* 1624; † 1639); starb 15-jährig vor Diedenhofen in kaiserlichen Diensten
- Franz Egon (* 10. April 1626; † 1. April 1682); Bischof von Straßburg
- Hermann Egon (* 5. November 1627; † 10. September 1674); 1664 Fürst zu Fürstenberg
- Johann Egon (* 1628; † 1629)
- Wilhelm Egon (* 2. Dezember 1629; † 10. April 1704); Bischof von Straßburg als Nachfolger seines Bruders Franz Egon
- Ernst Egon (* 21. Mai 1631; † 4. Mai 1652 in der Schlacht bei Étampes)
- Maria Franziska (* 1633; † 1702); verh. Herzogin von Pfalz-Neuburg, danach Markgräfin von Baden-Baden